# IJF World Tour 2023
Il IJF World Tour 2023 è la quindicesima edizione del circuito dell'International Judo Federation, composto da una serie di tornei internazionali di judo.
È iniziato il 27 gennaio e si è concluso l'3 dicembre, è composto da 16 tappe in 14 stati diversi situati  in Europa e Asia.
Durante questa edizione si sono volte le seguenti competizioni:
- 1 campionato del mondo
- 1 torneo World Master
- 11 Grand Slam
- 3 Grand Prix

## I tornei
| Nº | Torneo                      | Sede                           | Data                 | Resoconto | Rif.   |
| -- | --------------------------- | ------------------------------ | -------------------- | --------- | ------ |
| 1  | Portugal Grand Prix         | Portogallo, Almada             | 27 - 29 gennaio      | resoconto | [ 1 ]  |
| 2  | Paris Grand Slam            | Francia, Parigi                | 04 - 05 febbraio     | resoconto | [ 2 ]  |
| 3  | Tel Aviv Grand Slam         | Israele, Tel Aviv              | 16 - 18 febbraio     | resoconto | [ 3 ]  |
| 4  | Tashkent Grand Slam         | Uzbekistan, Tashkent           | 03 - 05 marzo        | resoconto | [ 4 ]  |
| 5  | Tbilisi Grand Slam          | Georgia, Tbilisi               | 24 - 26 marzo        | resoconto | [ 5 ]  |
| 6  | Antalya Grand Slam          | Turchia, Adalia                | 31 marzo - 02 aprile | resoconto | [ 6 ]  |
| 7  | World Championships Seniors | Qatar, Doha                    | 07 - 13 maggio       | resoconto | [ 7 ]  |
| 8  | Upper Austria Grand Prix    | Austria, Linz                  | 25 - 27 maggio       | resoconto | [ 8 ]  |
| 9  | Dushanbe Grand Prix         | Tagikistan, Dušanbe            | 02 - 04 giugno       | resoconto | [ 9 ]  |
| 10 | Qazaqstan Barysy Grand Slam | Kazakistan, Astana             | 16 - 18 giugno       | resoconto | [ 10 ] |
| 11 | Ulaanbaatar Grand Slam      | Mongolia, Ulan Bator           | 23 - 25 giugno       | resoconto | [ 11 ] |
| 12 | World Masters               | Ungheria, Budapest             | 04 - 06 agosto       | resoconto | [ 12 ] |
| 13 | Zagreb Grand Prix           | Croazia, Zagabria              | 18 - 20 agosto       | resoconto | [ 13 ] |
| 14 | Baku Grand Slam             | Azerbaigian, Baku              | 22 - 24 settembre    | resoconto | [ 14 ] |
| 15 | Abu Dhabi Grand Slam        | Emirati Arabi Uniti, Abu Dhabi | 11 - 13 ottobre      | resoconto | [ 15 ] |
| 16 | Tokyo Grand Slam            | Giappone, Tokyo                | 07 - 08 dicembre     | resoconto | [ 16 ] |